# Keith Johnstone
Keith Johnstone (1933) é um encenador cujos ensinamentos e livros concentram-se no chamado Teatro de improvisação e tem uma grande influência na arte da improvisação.

## Formação
Nascido em 1933 em Devon, Inglaterra, Johnstone cresceu detestando a escola, concluindo que ela embotava a sua imaginação e que o tornava constrangido e tímido. Em fins da década de 1950, como leitor, diretor e professor de drama no Royal Court Theatre em Londres, resolveu inverter tudo o que seus professores lhe haviam dito, numa tentativa de obter maior espontaneidade de seus alunos. Por exemplo, ele os instruiu a fazer caretas e armar "pegadinhas" uns para os outros. Ao longo do treinamento, costuma dizer aos seus alunos frases como, "não se concentre", "não pense", "seja óbvio" e "não seja esperto!" Suas técnicas heterodoxas despertaram a imaginação e a espontaneidade em seus estudantes. Mesmo após ter abandonado o teatro em 1966, Johnstone continuou a desenvolver importantes princípios de atuação e drama.